# Egerszalók
Egerszalók è un comune dell'Ungheria di 1.988 abitanti (dati 2001). È situato nella contea di Heves.